# Teluk Pauh (Cerenti)
Teluk Pauh is een bestuurslaag in het regentschap Kuantan Singingi van de provincie Riau, Indonesië. Teluk Pauh telt 453 inwoners (volkstelling 2010).